# Museo de las Telecomunicaciones (Uruguay)
El Museo de las Telecomunicaciones fue un museo temático ubicado en Montevideo, dentro de la Torre de las Comunicaciones. 

## Reseña
Se trata de una nuestra permanente con representaciones de época, con una ambientación realista, para lo que se han recreado personajes de la historia nacional e internacional en sus respectivos contextos.
Incluye una colección de teléfonos antiguos, una colección completa de telefonía pública, las herramientas utilizadas para el tendido de líneas y otras tareas,  ambientaciones como la buhardilla donde trabajaba Graham Bell, una oficina de época de mediados del siglo XX, y el entorno de Samuel Morse. El  más destacado es Carlos Gardel hablando por un antiguo Stromberg Carlson del año 1900.